# Dryomys niethammeri
Dryomys niethammeri là một loài động vật có vú trong họ Gliridae, bộ Gặm nhấm. Loài này được Holden miêu tả năm 1996.